# Jacques Samarut
Jacques Samarut, né le 2 septembre 1949, est un chercheur biologiste français, spécialiste des rétrovirus oncogènes et des mécanismes des récepteurs hormonaux dans le développement embryonnaire et le cancer. Directeur de département au Centre national de la recherche scientifique (CNRS), il est ensuite directeur puis président de l'École normale supérieure de Lyon.

## Distinctions
- Prix de la Leucémie de la  Fondation des Œuvres Evangéliques de Saint Jean (1985)
- Prix de Savoie de la Ligue Nationale contre le Cancer (1987)
- Prix Rosen de la Fondation pour la Recherche Médicale (1990)
- Élu membre de l'European Molecular Biology Organisation (1996)
- Honorary Professor at the East China Normal University (2009)

Higher End Expert Professor at the East China Normal University (2014-2017)
 Chevalier de la Légion d'honneur (2008)[réf. souhaitée].
- Officier de l'ordre national du Mérite (2015)[2].
- Médaille de bronze puis médaille d'argent du CNRS[réf. souhaitée].
- Docteur honoris causa de l'université d'Ottawa (2011)[3].